# تفنگ درازکش ۳۰۰ متر

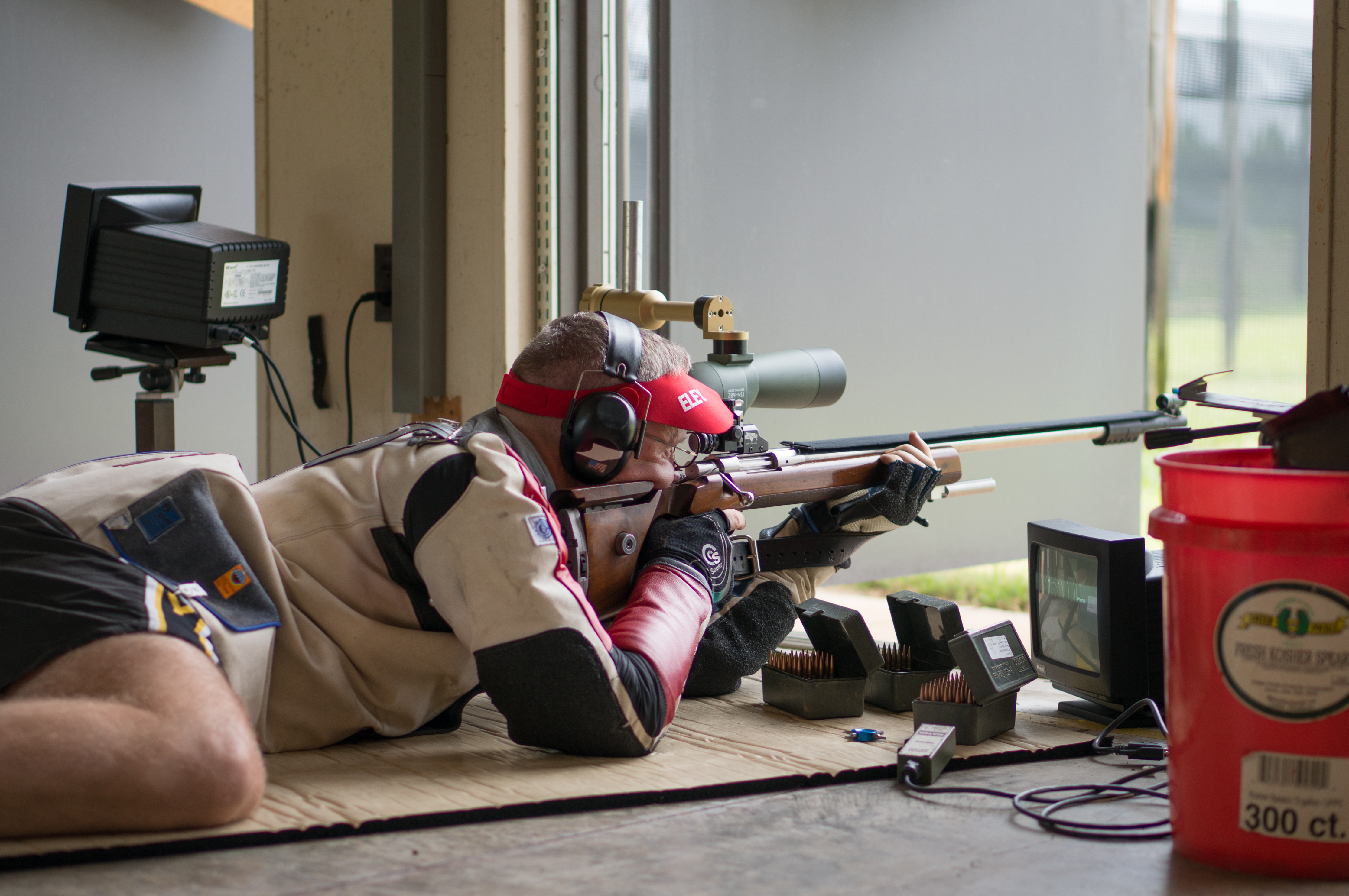
تیراندازی به صورت خوابیده

تفنگ درازکش ۳۰۰ متر (انگلیسی: 300 meter rifle prone) یکی از رشته‌های فدراسیون جهانی تیراندازی است که به صورت درازکش انجام می‌شود.
این رشته ورزشی در مسابقات جهانی با تفنگ خفیف کالیبر ۲۲. (۵٫۶ میلی‌متر) برگزار می‌شود.

## مجموع مدال‌ها در مسابقات جهانی
| رتبه  | کشور                | طلا | نقره | برنز | مجموع |
| ۱     | نروژ                | ۵   | ۱    | ۳    | ۹     |
| ۲     | فرانسه              | ۲   | ۲    | ۲    | ۶     |
| ۳     | سوئد                | ۲   | ۱    | ۳    | ۶     |
| ۴     | اتحاد جماهیر شوروی  | ۲   | ۰    | ۰    | ۲     |
| ۵     | سوئیس               | ۱   | ۳    | ۱    | ۵     |
| ۶     | جمهوری چک           | ۱   | ۳    | ۰    | ۴     |
| ۶     | فنلاند              | ۱   | ۳    | ۰    | ۴     |
| ۸     | ایالات متحده آمریکا | ۱   | ۲    | ۴    | ۷     |
| ۹     | بریتانیای کبیر      | ۱   | ۱    | ۱    | ۳     |
| ۱۰    | دانمارک             | ۱   | ۰    | ۲    | ۳     |
| ۱۱    | آلمان               | ۱   | ۰    | ۰    | ۱     |
| ۱۲    | مجارستان            | ۰   | ۱    | ۰    | ۱     |
| ۱۲    | ایتالیا             | ۰   | ۱    | ۰    | ۱     |
| ۱۴    | استرالیا            | ۰   | ۰    | ۱    | ۱     |
| ۱۴    | اسلوونی             | ۰   | ۰    | ۱    | ۱     |
| مجموع | مجموع               | ۱۸  | ۱۸   | ۱۸   | ۵۴    |